# Nyatri Tsenpo
Nyatri Tsenpo (traslitterazione Wylie: gNya'-khri bTsan-po, in cinese semplificato: 聂赤赞普; fl. II secolo a.C.) fu il fondatore del regno di Yarlung e della omonima dinastia nel Tibet meridionale.
Non esistono riscontri storici della sua esistenza, e la sua leggenda è stata tramandata dai tibetani nella locale tradizione orale, secondo la quale il suo regno è cominciato nel 127 a.C., anno che viene celebrato come il primo del calendario tibetano. Secondo altre fonti il suo regno sarebbe invece cominciato nel 414 a.C.
Si narra che discendesse da un mostruoso essere monopodico e palmipede chiamato Theurang, che aveva una lingua grande come la faccia e viveva in una terra chiamata Puwo. Date le sue terrificanti sembianze le divinità Bön lo esiliarono in Tibet, dove gli impauriti locali lo fecero re. Secondo alcune fonti potrebbe essere arrivato in Tibet dal regno settentrionale indiano di Magadha.
Secondo un'altra leggenda Nyatri Tsenpo era un essere immortale calato dal cielo sul Tibet con una corda dmu (dmu thag), descritta come una specie di arcobaleno, e quando suo figlio raggiunse la maggiore età e raccolse la sua eredità egli riascese nei cieli usando la stessa corda, una tradizione che si ripeté con tutti i primi sei re della dinastia.

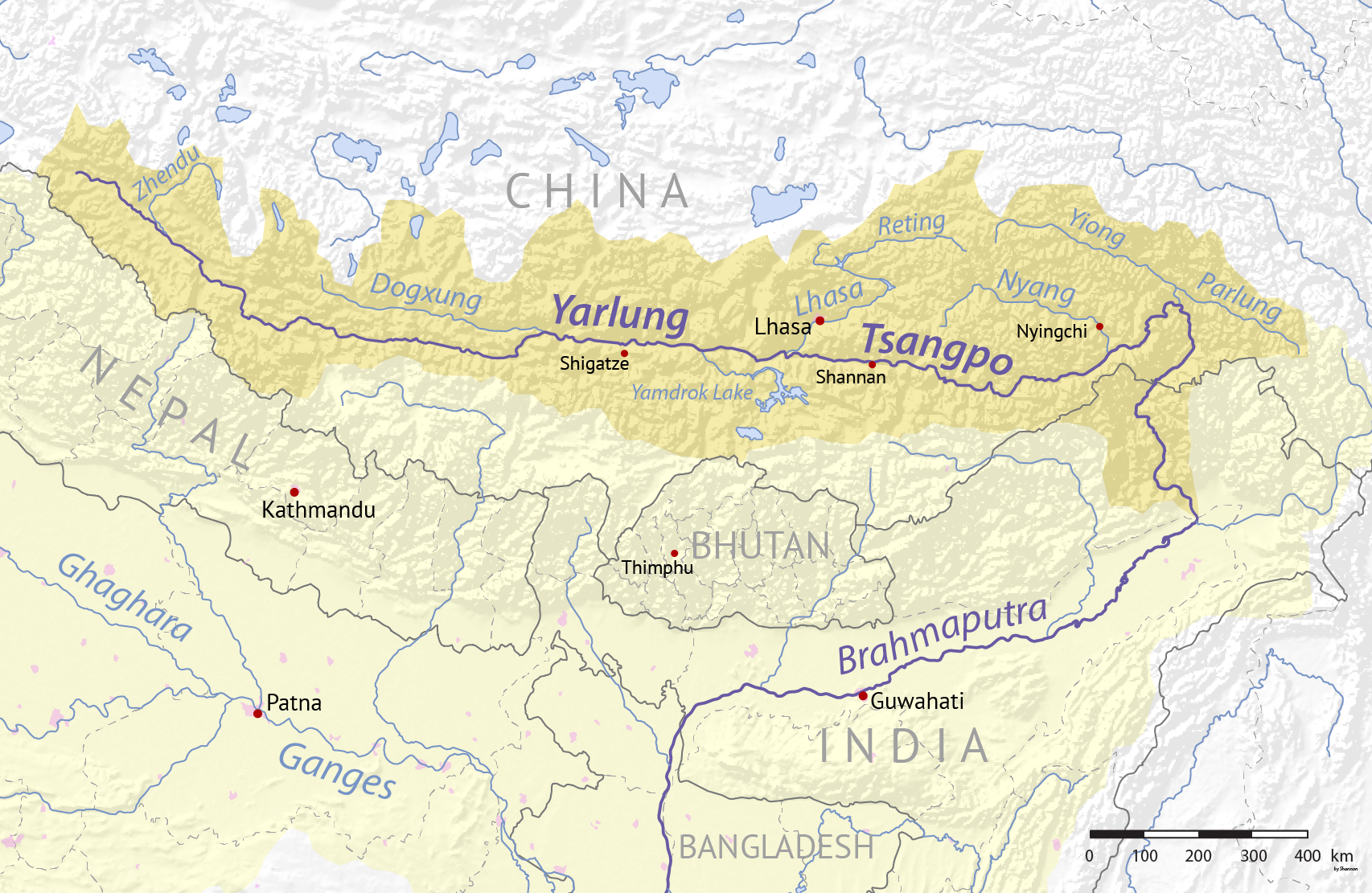
La valle dello Yarlung

Tale dinastia fu chiamata Yarlung, il nome tibetano del fiume Brahmaputra, che nasce nelle vicinanze del sacro Monte Kailash, nel Tibet occidentale, e scorre parallelo all'Himalaya in una lunghissima valle dove Nyatri Tsenpo insediò il suo regno. Il suo discendente Songtsen Gampo unificò il Tibet nel VII secolo facendone un impero e la dinastia durò fino all'842.
Oltre che come re di un vasto regno, fu famoso per aver fatto costruire lo Yumbulagang,il primo edificio in muratura del Tibet, dove fino a quel momento gli abitanti erano vissuti nelle grotte o in rudimentali capanne, e per aver istituito nel giorno della sua ascensione al trono la festività del Losar, che è tuttora celebrata come capodanno tibetano.